# Primorski dnevnik
Primorski dnevnik je časopis, ki je začel izhajati v Trstu 13. maja 1945. Je edini dnevnik slovenske narodne skupnosti v Italiji. List že od začetka izhajanja poroča v slovenskem jeziku o novicah iz Trsta, Gorice, Slovenije in Furlanije-Julijske krajine, pa tudi o italijanskih in svetovnih dogodkih.
Izhaja od torka do nedelje, v formatu tabloid.
Njegov predhodnik je Partizanski dnevnik. Glavni in odgovorni urednik Primorskega dnevnika v letih 1948 do 1971 je bil Stanislav Renko, nasledil ga je Gorazd Vesel (1971–1983).